# Загорцы (Хмельницкая область)
Загорцы (укр. Загірці) — село в Шепетовском районе Хмельницкой области Украины.
Население по переписи 2001 года составляло 143 человека. Почтовый индекс — 30213. Телефонный код — 3841. Занимает площадь 0,082 км². Код КОАТУУ — 6820384003.

## Местный совет
30213, Хмельницкая обл., Шепетовский р-н, с. Йосиповцы, ул. Пещаная, 4